# Jeanne Cherhal

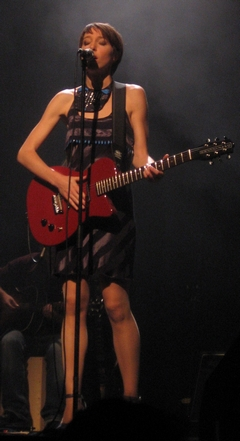
Jeanne Cherhal en concierto, 2007

Jeanne Cherhal (Nantes, 28 de febrero de 1978) es una cantante francesa. 

## Biografía
Jeanne Cherhal nació en Nantes, de padre fontanero y madre ama de casa. Creció con sus dos hermanas Emily y Liz Cherhal (también cantante) en Erbray (Loire-Atlantique). Se educó en el Liceo Saint-Joseph Châteaubriant y se licenció en filosofía por la Universidad de Nantes. Jeanne Cherhal se inició sola con su piano en pequeñas salas de conciertos. Por entonces, ya se distinguía por sus largas trenzas. Después de autoproducir un CD con seis canciones, lanza en 2002 un álbum en vivo bajo el sello independiente tôt Ou tard, titulado Jeanne Cherhal.
Su verdadero debut tiene lugar en 2002,  cuando pasa un mes cantando en programa doble con Vincent Delerm en l'Européen. También realiza una serie de conciertos en compañía de Mateo Bouchet, que se resumirá en un libro-CD en vivo de solo 1500 ejemplares, agotado enseguida.
Su segundo álbum Douze fois par an sale en 2004, producido por Vincent Segal, fue disco de oro y vendió más de 200.000 copias. Supuso un gran éxito, pero también el reconocimiento del gran público. Va de gira durante dos años con el guitarrista Eric Löhrer y se les une más tarde el batería Patrice Renson.
Con J. P. Nataf, en 2005/2006, creó el grupo Red Legs, que realizan versiones de canciones clásicas (de Jacques Brel a Rita Mitsouko) y del pop internacional (Kate Bush, Pretenders). Jeanne Cherhal en el bajo y JP Nataf en la guitarra. No publican disco y su discografía oficial se limita a una sola canción en un disco homenaje a Dick Annegarn.
A finales de 2005 actúa durante tres meses en la obra de teatro "Les Monologues du vagin".
En 2006, publicó su tercer álbum, L'Eau, producido por Albin de la Simone. Disco de oro, con casi 80.000 copias vendidas. Es más completo musicalmente, y los temas son más personales y comprometidos. Este álbum le da la oportunidad de hacer una gran gira por Francia y por el extranjero ya que se produjo también en Bélgica, Suiza, Alemania, el Reino Unido, Irlanda, Líbano, Canadá y África (Line-up: Eric Löhrer, guitarras; Emiliano Turi, batería; Annick Agoutborde, bajo), para terminar en El Olympia.
En febrero de 2008 lanza en su página de MySpace una nueva canción, inspirada por un famoso SMS: Si tu reviens, j'annule tout, que impactó en los medios. 
Charade se publicó en marzo de 2010. El álbum es visto como más experimental y la crítica lo valora muy bien, aunque las cerca de 30.000 copias vendidas están lejos de las ventas de los anteriores discos. Jeanne Cherhal toca todos los instrumentos: teclados, guitarra, bajo, sintetizadores, batería ...
Luego participó en una gira con el grupo nantés La Secte Humaine formado por Stéphane Lovaina, en la guitarra, Gaëtan Chataigner, en el bajo, Eric Pifeteau, en la batería y Philippe Eveno, en la guitarra. Este grupo actuó de telonero del grupo Katerine. Tras la gira, da una serie de conciertos en la sala Bataclan.
Participó en el efímero grupo Les Françoises, formado para actuar en el festival le Printemps de Bourges 2010, que contó con Jeanne Cherhal, Camille, Emily Loizeau, Olivia Ruiz, Moriarty Romero y La Grande Sophie. Ofrecen un único concierto en el Palais d'Auron, presentado como la apuesta más interesante de la 34 edición del festival.
En el verano de 2010, se comprometió en la causa de los trabajadores extranjeros ilegales, y fue una de los principales artistas del concierto Rock Sans Papiers à Bercy (18 de septiembre de 2010), e incluso llegó a cantar frente al Ministerio de Inmigración en compañía de Jane Birkin y Agnes Jaoui. Participa también en el Courrier de Bovet.
En la primavera de 2011 actúa durante tres semanas en el teatro Bouffes du Nord en The Second Woman, ópera contemporánea de Frédéric Verrières inspirada en la película Opening Night, de John Cassavetes.
En septiembre de 2011, bajo el seudónimo del Almirante Cherhal, publicó una canción de respuesta al rapero Coronel Reyel, titulada Coronel j'ai 16 ans, que critica humorísticamente la letra de la canción Aurélie. En su texto, la cantante se pone en el lugar de una niña de 16 años que se convirtió en madre, dirigiéndose a su ídolo.
El 21 de marzo de 2012, ren un concierto, repitió el primer álbum de Véronique Sanson, llamado Amoureuse, lanzado 40 años (y un día) antes. La acompañaban Sébastien Hoog, Laurent Saligault y Éric Pifeteau. Repitió este concierto en las Francofolies de la Rochelle el 13 de julio de 2012. En abril del mismo año, fue la madrina del 35º Rencontres d'Astaffort y, en esa ocasión, dio un concierto de piano en el pequeño pueblo de Lot y Garona.
En agosto de 2012, apoyó públicamente al grupo activista ruso Pussy Riot, sentenciado a dos años por haber cantado una oración anti-Putin en una catedral de Moscú. Chantal escribió una canción, Tant qu'il y aura des pussy, publicada en YouTube. François Zimeray, el embajador francés para los derechos humanos, entregó este disco a los abogados de los disturbios de Pussy el 4 de septiembre en Moscú. Cherhal tiene un hijo nacido en 2014.

## Discografía

### Álbumes
- Jeanne Cherhal (2001, autoproducido)
- Jeanne Cherhal (2002)
- Douze fois par an (2004)
- L'eau (2006)
- Charade (2010)
- Histoire de J. (2014)
- L'an 40 (2019)
- Jeanne (2025)

### Sencillos
-Douze fois par an : Le petit voisin / Super 8 / Un couple normal / Je voudrais dormir
-B.O: Ma vie en l'air (B.O du film Ma vie en l'air)
-L'Eau: Voilà 
-Charade: En toute amitié / Cinq ou six années

### Vídeos
- Jeanne Cherhal à la Cigale, DVD (2005, Tôt ou tard)

## Filmografía
- La Consultation, cortometraje de Frédérick Vin (2007)
- La Copie de Coralie, cortometraje de Nicolas Engel, presentado en la Semana internacional de la crítica del festival de Cannes en 2009
- Les Françoises, en route pour le Printemps, documental de Yvan Schreck (2011)

## Teatro
- 2005: Les Monologues du vagin de Eve Ensl, puesta en escena Isabelle Ratti, Petit Théâtre de Paris.
- 2011: The Second Woman (Opening Night Opera  según Opening Night de John Cassavetes, puesta en escena Guillaume Vincent, libreto Bastien Gallet, música Frédéric Verrières, Théâtre des Bouffes du Nord, y gira (2012).

## Distinciones
- 2000: Laureada de los Jeunes Charrues (festival des Vieilles Charrues).
- 2001: Revelación de Printemps de Bourges.
- 2004: Grand Prix du Disque de l'Académie Charles-Cros por Douze fois par an.
- 2005: Victoire de la musique categoría « Artiste révélation du public de l'année».
- 2005: Laureada de los Trophées de la langue française.
- 2013 : Chevalier des Arts et des Lettres
- 2014 : Grand Prix du Disque de l'Académie Charles-Cros por Histoire de J.
- 2015 : Prix du parolier del año RFM-Paris Match en la categoriae « Chanson interprétée par un homme », por el título Te manquer (interpretada por Johnny Hallyday)